# Bandera del Partido Nacionalsocialista Obrero Alemán
La bandera del Partido Nazi fue la bandera de partido —Parteiflagge— del Partido Nacionalsocialista Obrero Alemán (NSDAP) de 1920 a 1945. Entre 1933 y 1935 fue la bandera nacional —Nationalflagge— y el pabellón civil —Handelsflagge— de la Alemania nazi junto con el tricolor imperial.

## Diseño
Fue diseñada por Adolf Hitler. Consiste en un pabellón rectangular de color rojo, en cuyo centro se sitúa un disco blanco que sirve de fondo a una cruz gamada negra rotada 45 grados.
Usar la bandera roja, negra y amarilla de la democracia alemana era impensable para Hitler. En el seno del partido se presentaron varias propuestas, como una bandera completamente blanca y otra blanca y azul. Hitler optó por los colores de la bandera del Imperio alemán, que era negra, blanca y roja. Esta estaría dotada también de la cruz gamada, usada por los grupos völkisch, los grupos de extrema derecha y los Freikorps. En un primer momento se presentó un borrador a Hitler donde la cruz gamada estaba en la franja blanca de la bandera del Imperio alemán, que fue rechazado. Friedrich Krohn, un dentista de Starnberg que estuvo en el movimiento nazi desde el principio, propuso colocar la cruz gamada inclinada hacia la izquierda sobre las bandas negra, blanca y roja de la bandera imperial. El propio Hitler dijo:

Yo mismo, después de innumerables ensayos, logré precisar una forma definitiva: sobre un fondo rojo, un disco blanco y en el centro de este, la cruz gamada en negro. Igualmente, después de largas experiencias, pude encontrar una relación apropiada entre la dimensión de la bandera y la del disco y entre la forma y el tamaño de la esvástica. Y así quedó.
Adolf Hitler, Mi lucha

## Historia

Variante con la esvástica centrada, usada en algunas ocasiones como pendón.

El 7 de agosto de 1920, en el Landtag de Salzburgo, la bandera fue adoptada oficialmente como la insignia del Partido Nacionalsocialista Obrero Alemán. Tras la elección de Hitler como canciller imperial en 1933, el 12 de marzo fue declarada bandera cooficial junto con la bandera del antiguo Imperio alemán. El 15 de septiembre de 1935, fue sustituida por una versión con el círculo más a la izquierda, una versión que muestra el disco con la esvástica desplazado hacia la izquierda.
El diseño original con el escudo centrado continuó siendo la bandera del NSDAP hasta 1945.

## Simbolismo
Acerca del significado de la bandera, Hitler escribió:

«En el rojo vemos la idea social del movimiento, en el blanco la idea nacionalista; en la esvástica vemos la misión de la lucha por la victoria del hombre ario y al mismo tiempo, por el triunfo de la idea del trabajo productivo, idea que es y será siempre antisemita.»
Adolf Hitler, Mi lucha